# Christine Herbst
Pour les articles homonymes, voir Herbst.
Christine Herbst, née le 19 juillet 1957 à Dresde (République démocratique allemande), est une ancienne nageuse est-allemande spécialiste du dos. Elle est médaillée d'argent en relais aux Jeux de 1972.

## Carrière
Herbst est médaillée d'argent sur le 4 x 100 m 4 nages avec ses compatriotes Renate Vogel, Roswitha Beier et Kornelia Ender lors des Jeux olympiques de 1972. Elle termine également 7e du 100 m dos et 5e du 200 m dos.

## Palmarès
| Date | Compétition           | Lieu      | Place | Course            |
| ---- | --------------------- | --------- | ----- | ----------------- |
| 1970 | Championnats d'Europe | Barcelone | 6e    | 200 m dos         |
| 1972 | Jeux olympiques       | Munich    | 7e    | 100 m dos         |
| 1972 | Jeux olympiques       | Munich    | 5e    | 200 m dos         |
| 1972 | Jeux olympiques       | Munich    | 3e    | 4 x 100 m 4 nages |
| 1973 | Championnats du monde | Belgrade  | 6e    | 100 m dos         |
| 1973 | Championnats du monde | Belgrade  | 4e    | 200 m dos         |